# Tephrosia humilis
Tephrosia humilis är en ärtväxtart som beskrevs av Jean Baptiste Antoine Guillemin och Perr.. Tephrosia humilis ingår i släktet Tephrosia och familjen ärtväxter. Inga underarter finns listade i Catalogue of Life.